# Abruzze ultérieure
Pour les articles homonymes, voir Abruzzo.
1273–1806
Entités précédentes :
- Giustizierato d'Abruzze

Entités suivantes :
- Abruzze ultérieure première et Abruzze ultérieure seconde

L’Abruzze ultérieure, en italien Abruzzo Ultra ou Abruzzo ulteriore, est une ancienne subdivision du royaume de Naples, puis des Deux-Siciles. Elle avait pour chef-lieu L'Aquila.
Elle résulte de la scission faite en 1273 par le roi Charles d'Anjou de la circonscription d'Abruzze (Giustizierato d'Abruzzo) créée par Frédéric II en deux provinces : l’Aprutium ultra flumen Piscariae (« Abruzze au-delà de la Pescara ») et l’Aprutium citra flumen Piscariae (« Abruzze en deçà de la Pescara »).
En 1806 Joseph Bonaparte divisa la province en deux .:
- l'Abruzze ultérieure première (Abruzzo Ulteriore I), avec pour chef-lieu Teramo et divisée en districts de Teramo et de Penne ;
- l'Abruzze ultérieure seconde (Abruzzo Ulteriore II), avec pour chef-lieu L'Aquila, et divisée en districts de L'Aquila, Avezzano, Cittaducale et Sulmona.

En 1861, Abruzze ultérieure première prit le nom de province de Teramo (qui perdit une partie de son territoire en 1927 lors de la création de la province de Pescara), et l'Abruzze ultérieure celui de province de l'Aquila (qui perdit Cittaducale en 1927 lors de la création de la province de Rieti).